# Roca Ferrana
La Roca Ferrana és una muntanya de 751 metres que es troba al municipi d'Aiguamúrcia, a la comarca de l'Alt Camp.